# Francisco Pinho
Francisco de Souza Pinho ou simplesmente Francisco Pinho (São João do Sul, 10 de fevereiro de 1950) é um comerciante e político brasileiro.

## Carreira política
Francisco Pinho foi filiado ao Partido Trabalhista Brasileiro (PTB) e também ao Partido da Frente Liberal (PFL) que posteriormente começou a se chamar Democratas (DEM).
Nas eleições municipais de Gravataí em 1996, foi eleito vereador pelo PTB com 1.139 votos.
Nas eleições municipais de Gravataí em 2000, foi reeleito vereador pelo PTB com 1.550 votos.
Nas eleições municipais de Gravataí em 2004, foi reeleito vereador mais uma vez, novamente pelo PTB, com 2.959 votos.
Nas eleições estaduais de 2006, concorreu ao cargo de deputado estadual, pelo PFL conseguindo 14.324 votos e ficando como suplente,mas chegou a assumir o mandato parlamentar, na vaga do deputado José Sperotto, que teve seu mandato suspenso.
Nas eleições municipais de Gravataí em 2008, foi reeleito vereador novamente, dessa vez pelo DEM, com 2.038 votos; mas renunciou seu mandato como vereador para assumir a titularidade de deputado estadual na Assembleia Legislativa do Rio Grande do Sul, já que era suplente e foi efetivado pela suspensão do mandato do titular José Sperotto.
Nas eleições estaduais de 2010, concorreu novamente ao cargo de deputado estadual pelo DEM conseguindo 16.165 votos e ficando como suplente.
Ainda em 2010, foi um dos Deputados Estaduais do Rio Grande do Sul que votou a favor do aumento de 73% nos próprios salários em dezembro, fato esse que gerou uma música crítica chamada "Gangue da Matriz" composta e interpretada pelo músico Tonho Crocco, que fala em sua letra os nomes dos 36 deputados (inclusive o de Francisco Pinho) que foram favoráveis a esse autoconcedimento salarial; Giovani Cherini como presidente da Assembleia Legislativa do Rio Grande do Sul na ocasião entrou com uma representação contra o músico, Cherini falou que era um crime contra honra e o título era extremamente agressivo e fazia referência a criminosos que mataram o jovem Alex Thomas, na época Adão Villaverde que se tornou o sucessor na presidência da Assembleia Legislativa, expressou descontentamento discordando da decisão de Cherini, mas em agosto do mesmo ano o próprio Giovani Cherini ingressou com petição pedindo o arquivamento contra o músico com a alegação que não era vítima no processo (seu nome não aparecia na letra, pois como presidente do parlamento gaúcho na ocasião não podia votar) e que defendia a liberdade de expressão, na época Tonho recebeu apoio de uma loja que espalhou 20 outdoors pela capital Porto Alegre e também imenso apoio por redes sociais.
Nas eleições municipais de Gravataí em 2012 foi eleito vice-prefeito pelo DEM com 51.283 votos, concorrendo pela coligação "Gravataí mais humana e mais moderna" composta por PP-PTB-PMDB-PR-PPS-DEM-PSDC-PHS-PTC-PSD, o prefeito eleito foi Marco Alba do PMDB.

## Desempenho eleitoral
| Ano  | Eleição                       | Cargo             | Partido | Votos        | Resultado   |
| ---- | ----------------------------- | ----------------- | ------- | ------------ | ----------- |
| 1996 | Municipal de Gravataí         | Vereador          | PTB     | 1.139 votos  | Eleito      |
| 2000 | Municipal de Gravataí         | Vereador          | PTB     | 1.550 votos  | Reeleito    |
| 2004 | Municipal de Gravataí         | Vereador          | PTB     | 2.959 votos  | Reeleito    |
| 2006 | Estadual do Rio Grande do Sul | Deputado Estadual | PFL     | 14.324 votos | Suplente[a] |
| 2008 | Municipal de Gravataí         | Vereador          | DEM     | 2.038 votos  | Reeleito[a] |
| 2010 | Estadual do Rio Grande do Sul | Deputado Estadual | DEM     | 16.165 votos | Suplente    |
| 2012 | Municipal de Gravataí         | Vice-prefeito     | DEM     | 51.283 votos | Eleito      |

Notas
[a] ^  Estava exercendo o cargo de vereador em Gravataí, quando renunciou para assumir em 22 de dezembro de 2009 o mandato de deputado estadual na Assembleia Legislativa do Rio Grande do Sul, na vaga do deputado José Sperotto, que teve seu mandato suspenso.